# Lilium medogense
Lilium medogense (em chinês: 墨脱百合|mo tuo bai he) é uma espécie de planta com flor, pertencente à família Liliaceae. É nativa do Tibete e da província de Xian na República Popular da China.